# Paris–Nizza 2024
Die Radfernfahrt Paris–Nizza 2024 war die 82. Austragung des französischen Etappenrennens. Das Radrennen fand vom 3. bis zum 10. März im Rahmen von acht Etappen statt und war Teil der UCI WorldTour 2024. Im Jahr 2024 wurde Paris–Nizza parallel zu Tirreno–Adriatico ausgetragen.
Den Gesamtsieg sicherte sich der 24-jährige US-Amerikaner Matteo Jorgenson (Team Visma-Lease a Bike), der sich mit einem Vorsprung von 30 Sekunden vor Remco Evenepoel (Soudal Quick-Step) durchsetzte. Der Belgier entschied sowohl die Berg- als auch die Punktewertung für sich. Der dritte Gesamtrang ging mit einem Rückstand von einer Minute und 47 Sekunden an den US-Amerikaner Brandon McNulty (UAE Team Emirates), der das Gelbe Trikot erst am letzten Etappentag abgeben musste. Seine Team setzte sich in der Mannschaftswertung durch.

## Streckenführung

Streckenführung Paris–Nizza 2024

Insgesamt müssen die Fahrer auf den acht Etappen 1219,2 Kilometer zurücklegen. Es stehen zwei flache, drei hüglige, zwei Bergetappen sowie ein Mannschaftszeitfahren auf dem Programm. Der Auftakt der Fernfahrt erfolgte auf einem hügligen Rundkurs mit Start und Ziel in Les Mureaux im Großraum Paris. Nach einem flachen Abschnitt zwischen Thoiry und Montargis wurde in Auxerre ein 26,9 Kilometer langes Mannschaftszeitfahren ausgetragen. Im Anschluss wurde das Etappenrennen im südöstlichen Chalon-sur-Saône fortgesetzt und folgte dem Ufer der Saône zum Mont Brouilly (480 m) auf dem die erste kurze Bergankunft stattfand. Die Etappen fünf und sechs führten die Fahrer zur Côte d’Azur, ehe auf dem vorletzten Abschnitt eine Bergankunft bei der Madone d’Utelle auf einer Höhe von 1165 Metern abgehalten wurde. Diese stellte zugleich den höchsten Punkt der Fernfahrt dar. Die letzte Etappe wurde in den Seealpen mit Start und Ziel in Nizza ausgetragen.
Ursprünglich hätte die Bergankunft der siebten Etappe in Auron (1614 m) stattfinden sollen. Aufgrund des schlechten Wetters wurde diese 173 Kilometer umfassende Strecke jedoch verkürzt und das Ziel auf die Madone d’Utelle verlegt.
| Etappe         | Datum             | Strecke                              | Typ                   | km     |
| -------------- | ----------------- | ------------------------------------ | --------------------- | ------ |
| 1              | So, 3. März 2024  | Les Mureaux – Les Mureaux            | Mittelgebirgsetappe   | 157,7  |
| 2              | Mo, 4. März 2024  | Thoiry – Montargis                   | Flachetappe           | 177,6  |
| 3              | Di, 5. März 2024  | Auxerre – Auxerre                    | Mannschaftszeitfahren | 26,9   |
| 4              | Mi, 6. März 2024  | Chalon-sur-Saône – Mont Brouilly     | Mittelgebirgsetappe   | 183    |
| 5              | Do, 7. März 2024  | Saint-Sauveur-de-Montagut – Sisteron | Mittelgebirgsetappe   | 193,5  |
| 6              | Fr, 8. März 2024  | Sisteron – La Colle-sur-Loup         | Mittelgebirgsetappe   | 198,2  |
| 7              | Sa, 9. März 2024  | Nizza – Madone d'Utelle              | Hochgebirgsetappe     | 103    |
| 8              | So, 10. März 2024 | Nizza – Nizza                        | Hochgebirgsetappe     | 109,3  |
| Gesamtdistanz: | Gesamtdistanz:    | Gesamtdistanz:                       | Gesamtdistanz:        | 1219,2 |

## Reglement
Im Rahmen der 82. Auflage wurden Trikots für die Gesamtwertung (gelb), Punktwertung (dunkelgrün), Bergwertung (weiß mit roten Punkten) und Nachwuchswertung (weiß) vergeben. Zusätzlich gab es eine Teamwertung (gelbe Rückennummer) und eine Auszeichnung des aktivsten Fahrers (beige Rückennummer). Der aktivste Fahrer wurde von einer Jury nach jeder Etappe gewählt. Für die Teamwertung wurden die Zeiten der drei besten Fahrer pro Etappe zusammengezählt. Während den Etappen gab es die Möglichkeit, Zeitbonifikationen zu gewinnen, um sich in der Gesamtwertung zu verbessern. Die Vergabe der Sekunden sowie der Punkte für die Punkte- und Bergwertung wird in der folgenden Tabelle erklärt.
|                 |                                   | 1. | 2. | 3. | 4. | 5. | 6. | 7. | 8. | 9. | 10. | Platz    | Hinweis                                               |
| Punktewertung   | Zielankunft (flache Etappen)      | 25 | 22 | 20 | 18 | 16 | 14 | 12 | 10 | 8  | 6   | Punkte   | Etappen 1, 2, 5                                       |
| Punktewertung   | Zielankunft (profilierte Etappen) | 15 | 12 | 10 | 8  | 6  | 5  | 4  | 3  | 2  | 1   | Punkte   | Etappen 4, 6, 7, 8                                    |
| Punktewertung   | Zwischensprint                    | 6  | 4  | 2  |    |    |    |    |    |    |     | Punkte   |                                                       |
| Bergwertung     | 1. Kategorie                      | 10 | 5  | 3  | 2  | 1  |    |    |    |    |     | Punkte   | doppelte Punkte bei der letzten Bergwertung des Tages |
| Bergwertung     | 2. Kategorie                      | 5  | 3  | 2  | 1  |    |    |    |    |    |     | Punkte   | doppelte Punkte bei der letzten Bergwertung des Tages |
| Bergwertung     | 3. Kategorie                      | 3  | 2  | 1  |    |    |    |    |    |    |     | Punkte   | doppelte Punkte bei der letzten Bergwertung des Tages |
| Bonussekununden | Zielankunft                       | 10 | 6  | 4  |    |    |    |    |    |    |     | Sekunden |                                                       |
| Bonussekununden | Zwischensprint                    | 6  | 4  | 2  |    |    |    |    |    |    |     | Sekunden |                                                       |

Eine Besonderheit ist das Reglement des Mannschaftszeitfahrens der dritten Etappe: Im Gegensatz zu üblichen Mannschaftszeitfahren bei Etappenrennen wurde die Zeit des ersten Fahrers für die Tageswertung des Teams und jeweils die individuelle Zeit jeden Fahrers für die Gesamtwertung zugrunde gelegt.

## Teilnehmende Mannschaften und Fahrer
Neben den 18 UCI WorldTeams starteten auch 4 UCI ProTeams bei der Fernfahrt. Für jedes Team waren sieben Fahrer startberechtigt.
Als Top-Favoriten galten in erster Linie Remco Evenepoel (Soudal Quick-Step) und Primož Roglič, der sein Debüt für die deutsche Bora-hansgrohe-Mannschaft gab. Weiters starteten mit Carlos Rodríguez, Egan Bernal (beide Ineos Grenadiers), João Almeida, Jay Vine, Brandon McNulty (alle UAE Team Emirates), David Gaudu (Groupama-FDJ), Mattias Skjelmose Jensen (Lidl-Trek), Felix Gall (Decathlon AG2R La Mondiale), Matteo Jorgenson, Wilco Kelderman (beide Visma-Lease a Bike), Pello Bilbao, Jack Haig, Santiago Buitrago (alle Bahrain Victorious), Rigoberto Urán (EF Education-EasyPost), Alexander Wlassow (Bora-hansgrohe), Ilan Van Wilder (Soudal Quick-Step), Ion Izagirre (Cofidis), Alexei Luzenko (Astana Qazaqstan) und Michael Storer (Tudor Pro Cycling) weitere Gesamtklassement-Fahrer bei der Fernfahrt.
Mit Dylan Groenewegen, Michael Matthews (beide Jayco AlUla), Olav Kooij (Visma-Lease a Bike), Fabio Jakobsen (dsm-firmenich PostNL), Mads Pedersen (Lidl-Trek), Arnaud De Lie (Lotto Dstny), Arnaud Démare (Arkéa-B&B Hotels), Sam Bennett (Decathlon AG2R La Mondiale), Kaden Groves (Alpecin-Deceuninck), Gerben Thijssen (Intermarché-Wanty), Bryan Coquard (Cofidis), Pascal Ackermann (Israel-Premier Tech) und Matteo Trentin (Tudor Pro Cycling) nahmen auch mehrere endschnelle Fahrer das Rennen in Angriff.
| UCI WorldTeams | UCI WorldTeams                  | UCI WorldTeams | UCI WorldTeams        | UCI WorldTeams | UCI WorldTeams            | UCI ProTeams | UCI ProTeams           |
| -------------- | ------------------------------- | -------------- | --------------------- | -------------- | ------------------------- | ------------ | ---------------------- |
| ADC            | Alpecin-Deceuninck              | EFE            | EF Education-EasyPost | DFP            | Team dsm-firmenich PostNL | IPT          | Israel-Premier Tech    |
| ARK            | Arkéa-B&B Hotels                | GFC            | Groupama-FDJ          | JAY            | Team Jayco AlUla          | LDT          | Lotto Dstny            |
| AST            | Astana Qazaqstan Team           | IGD            | Ineos Grenadiers      | TVL            | Team Visma-Lease a Bike   | TEN          | TotalEnergies          |
| TBV            | Bahrain Victorious              | IWA            | Intermarché-Wanty     | UAD            | UAE Team Emirates         | TUD          | Tudor Pro Cycling Team |
| BOH            | Bora-Hansgrohe                  | LTK            | Lidl-Trek             |                |                           |              |                        |
| COF            | Cofidis                         | MOV            | Movistar Team         |                |                           |              |                        |
| DAT            | Decathlon AG2R La Mondiale Team | SOQ            | Soudal Quick-Step     |                |                           |              |                        |

## Rennverlauf und Ergebnisse
Bereits auf der ersten Etappe nutzten einige Gesamtklassement-Fahrer das hüglige Terrain, um ihre ersten Attacken zu lancieren. Zeitweise setzten sich mit Remco Evenepoel (Soudal Quick-Step), Primož Roglič (Bora-hansgrohe) und Egan Bernal (Ineos Grenadiers) bekannte Fahrer vom Hauptfeld ab, ehe sie kurz darauf wieder eingeholt wurden. Schlussendlich kam es aus einem reduzierten Hauptfeld zu einem Massensprint, in dem sich Olav Kooij (Visma-Lease a Bike) vor Mads Pedersen (Lidl-Trek) und Laurence Pithie (Groupama-FDJ) durchsetzte. Beim Zwischensprint, der am Ende einer kurzen Steigung abgenommen wurde, sicherten sich Matteo Jorgenson (Visma-Lease a Bike), Remco Evenepeol und Egan Bernal die vergebenen Bonussekunden.
Die zweite Etappe endete in einem Massensprint, in dem sich Arvid de Kleijn (Tudor) vor Laurence Pithie durchsetzte, der die Führung in der Gesamtwertung übernahm. Dylan Groenewegen (Jayco AlUla) belegte den dritten Platz. Aufgrund des starken Gegenwindes bildete sich keine Ausreißergruppe, wodurch sich Mads Pedersen und Mattias Skjelmose Jensen (beide Lidl-Trek) beim Zwischensprint Bonussekunden sicherten und in der Gesamtwertung vorrückten.
Im Mannschaftszeitfahren der dritten Etappe setzte sich das UAE Team Emirates durch. Aufgrund der Addition der Etappenplatzierungen übernahm Brandon McNulty (UAE Team Emirates) das Gelbe Trikot, wobei seine Teamkollegen João Almeida, Finn Fisher-Black und Jay Vine dieselbe Zeit im Gesamtklassement aufwiesen. Platz zwei ging an das Team Jayco AlUla mit 15 Sekunden Rückstand, gefolgt von der EF Education-EasyPost Mannschaft die 20 Sekunden zurücklag. Die zuletzt gestarteten Mannschaften verloren in der zweiten Rennhälfte aufgrund des einsetzenden Regens viel Zeit. So setzte die Soudal Quick-Step-Mannschaft um Remco Evenepoel die schnellste Zwischenzeit, ehe sie das Ziel als Vierte mit einem Rückstand von 21 Sekunden erreichte. Primož Roglič verlor mit dem Team Bora-hansgrohe 54 Sekunden. In der Gesamtwertung lag das UAE Team Emirates-Quartett nun 15 Sekunden vor dem Jayco AlUla-Trio um Michael Matthews, Chris Harper und Lucas Plapp. Dahinter folgte Remco Evenepoel als Gesamtachter mit 18 Sekunden Rückstand. Egan Bernal und Carlos Rodríguez (beide Ineos Grenadiers) wiesen einen Rückstand von 20 bzw. 22 Sekunden auf, während Matteo Jorgensen bereits 32 Sekunden zurücklag. Primož Roglič lag nach dem Mannschaftszeitfahren auf dem 28. Gesamtrang und wies einen Rückstand von 54 Sekunden auf. David Gaudu (Groupama-FDJ) und Mattias Skjelmose Jensen lagen nach drei Etappen bereits über eine Minute hinter dem Gesamtführenden.
Auf der vierten Etappe dauerte es mehrere Kilometer, bis sich eine Fluchtgruppe bildete. Beim Zwischensprint sicherte sich Remco Evenepoel sechs Bonussekunden, während Primož Roglič als zweiter vier Sekunden an Zeitbonifikationen erhielt. Im Anstieg des Col du Fût d’Avenas (684 m) setzten sich rund 20 Kilometer vor dem Ziel mit Lucas Plapp und Santiago Buitrago (Bahrain Victorious) zwei Fahrer vom stark dezimierten Hauptfeld ab. Die beiden verteidigten ihren Vorsprung, wobei Santiago Buitrago die Etappe zehn Sekunden vor Lucas Plapp gewann, der die Führung in der Gesamtwertung übernahm. Dahinter griff Remco Evenepoel im Schlussanstieg des Mont Brouilly (480 m) an, konnte jedoch keine entscheidende Lücke herausfahren. Im Kampf um Platz drei musste sich der Belgier dem Dänen Mattias Skjelmose Jensen geschlagen geben, der sich die verbliebenen Zeitbonifikationen sicherte. Die beiden verloren 37 Sekunden auf den Etappensieger, während Egan Bernal, Felix Gall (Decathlon AG2R La Mondiale Team), Primož Roglič und Matteo Jorgenson einen Rückstand von 39 Sekunden aufwiesen. In der Gesamtwertung lag Lucas Plapp nun 13 Sekunden vor Santiago Buitrago und 27 Sekunden vor Brandon McNulty, der das Gelbe Trikot nach nur einem Tag abgeben musste. Mit Jay Vine und Finn Fisher-Black verloren zwei Teamkollegen des US-Amerikaners viel Zeit, während sich João Almeida auf dem vierten Gesamtrang behauptete. Remco Evenepeol lag nun mit 30 Sekunden Rückstand auf dem fünften Gesamtrang, gefolgt von Egan Bernal mit 40 Sekunden. Primož Roglič wies als 15. einen Rückstand von einer Minute und zehn Sekunden auf. Zu den Verlierern des Tages zählte neben Arnaud De Lie (Lotto Dstny) und Michael Matthews, die das Rennen aufgaben, auch David Gaudu, der rund sechs Minuten einbüßte.
Die fünfte Etappe endete in einem Massensprint den Olav Kooij vor Mads Pedersen und Pascal Ackermann (Israel-Premier Tech) gewann. In der Gesamtwertung kam es zu keinen nennenswerten Veränderungen.
Auf der sechsten Etappe konnte sich Matteo Jorgenson 29 Kilometer vor dem Ziel im Anstieg der kurzen, aber steilen Côte de la Colle-sur-Loup von den anderen Favoriten absetzten. Kurz darauf schlossen mit Brandon McNulty und Mattias Skjelmose Jensen zwei weitere Fahrer zu dem Spitzenreiter auf, der sich die meisten Zeitbonifikationen beim Zwischensprint sicherte. Im Zielsprint setzte sich Mattias Skjelmose Jensen vor Brandon McNulty durch, der die Führung in der Gesamtwertung übernahm. Mit einem Rückstand von 52 Sekunden führte Remco Evenepoel die erste Verfolgergruppe als Vierter über die Ziellinie. In der Gesamtwertung lag Brandon McNulty nun 23 Sekunden vor seinem Landsmann Matteo Jorgenson. Lucas Plapp fiel auf den dritten Gesamtrang zurück und wies einen Rückstand von 34 Sekunden auf. Mattias Skjelmose Jensen rückte auf Rang vier vor und lag als letzter Fahrer mit 54 Sekunden Rückstand innerhalb der Ein-Minuten-Marke. Remco Evenepoel wies einen Rückstand von einer Minute und drei Sekunden auf, während Primož Roglič als Elfter bereits eine Minute und 44 Sekunden zurücklag.
Die Bergankunft der siebten Etappe gewann der Russe Alexander Wlassow (Bora-hansgrohe), der sich auf den letzten vier Kilometern von den anderen Gesamtklassement-Fahrern absetzte. Dahinter setzte sich Remco Evenepoel in Sprint vor Primož Roglič durch, ehe auch Mattias Skjelmose Jensen und Matteo Jorgenson das Ziel mit demselben Rückstand von acht Sekunden erreichten. Der Gesamtführende Brandon McNulty musste seine Konkurrenten im Finale ziehen lassen und verlor als siebter 27 Sekunden auf den Etappensieger. Der US-Amerikaner verteidigte jedoch das Gelbe Trikot und liegt nun nur noch vier Sekunden vor Matteo Jorgenson. Auch Mattias Skjelmose Jensen und Remco Evenepoel liegen vor dem Abschlusstag mit 35 bzw. 36 Sekunden Rückstand weiterhin in Schlagdistanz.
Auf der achten und letzten Etappe griff Remco Evenepoel mehrmals an, ehe er sich im Anstieg der Côte de Peille (653 m) 44 Kilometer vor dem Ziel gemeinsam mit Matteo Jorgensen und Alexander Wlassow von den anderen Gesamtklassement-Fahrern absetzte. Während Brandon McNulty immer mehr an Zeit verlor, fiel auch Alexander Wlassow in der Schlusssteigung zurück, womit nur noch Remco Evenepoel und Matteo Jorgenson an der Spitze des Rennens verblieben. Im Finale arbeitete das Duo gut zusammen, ehe Remco Evenepoel die Etappe und Matteo Jorgenson die Gesamtwertung gewann. Alexander Wlassow erreichte das Ziel als Dritter, bevor Brandon McNulty hinter Mattias Skjelmose Jensen den fünften Tagesrang belegte. Der US-Amerikaner wurde schlussendlich hinter Matteo Jorgenson und Remco Evenepoel Gesamtdritter.

### Etappe 1: Les Mureaux – Les Mureaux (157,7 km)
Als Start- und Zielort der ersten Etappe diente der Pariser Vorort Les Mureaux. Der Start erfolgte in der Nähe des Castle Bècheville, ehe eine große und eine kleine Schleife in Richtung Süden befahren wurden. Unmittelbar nach dem Start setzten sich mit Stefan Bissegger, Jonas Rutsch (beide EF Education-EasyPost) und Mathieu Burgaudeau (TotalEnergies) drei Fahrer vom Hauptfeld ab. Bereits nach 10,6 Kilometern wurde mit der Côte de Bazemont (158 m) die erste Bergwertung der 3. Kategorie überquert, die sich Mathieu Burgaudeau sicherte. Im Anschluss führte die Strecke über Septeuil und Montfort-l’Amaury zur Côte d’Herbeville (176 m), die nach 90,8 Kilometern das erste Mal erreicht wurde und als Bergwertung der 3. Kategorie klassifiziert war. Diesmal setzte sich der Deutsche Jonas Rutsch durch. Nach 103,2 Kilometern erfolgte die erste Zieldurchfahrt in Les Mureaux, ehe die kleinere Schleife befahren wurde, auf der 37,8 Kilometer vor dem Ziel zum zweiten Mal die Côte de Bazemont auf dem Programm stand. Jonas Rutsch setzte sich im Sprint vor Mathieu Burgaudeau durch, bevor die Ausreißer vom Hauptfeld eingeholt wurden. In Montainville wurde 17,7 Kilometer vor dem Ziel der einzige Zwischensprint ausgefahren, der sich am Ende einer kurzen Steigung befand. Matteo Jorgenson (Visma-Lease a Bike), trat als erster Fahrer an und sicherte sich vor Remco Evenepoel (Soudal Quick-Step) und Egan Bernal (Ineos Grenadiers) die meisten Bonifikationssekunden. Im Anschluss bildete sich um das Trio eine kleine Ausreißergruppe, die jedoch kurz darauf wieder gestellt wurde. In der zweiten Auffahrt auf die Côte d’Herbeville, die auf ihrer Länge von 2,6 Kilometern eine durchschnittliche Steigung von 5,1 % aufwies und Rampen von bis zu 14 % beinhaltete, forcierte Remco Evenepoel nach einem Angriff von Egan Bernal erneut das Tempo und setzte sich kurzzeitig gemeinsam mit Primož Roglič (Bora-hansgrohe) vom verbliebenen Hauptfeld ab. Nachdem die Kuppe 12,4 Kilometer vor dem Ziel überquert worden war, wurden die beiden jedoch wieder eingeholt und sowohl Jasper Stuyven (Lidl-Trek) als auch Anthony Turgis (TotalEnergies) lösten sich kurzzeitig auf den abschließenden Kilometer, die großteils abschüssig zum Ziel führten. Nachdem alle Angreifer gestellt worden waren, kam es auf dem letzten Kilometer, der im Schnitt mit rund 2 % anstieg, zu einem Massensprint.
| Platz | Fahrer                   | Nation | Team                      | Zeit                   |
| ----- | ------------------------ | ------ | ------------------------- | ---------------------- |
| 01.   | Olav Kooij               | NED    | Team Visma-Lease a Bike   | 3:36:28 h (43,71 km/h) |
| 02.   | Mads Pedersen            | DEN    | Lidl-Trek                 | "                      |
| 03.   | Laurence Pithie          | NZL    | Groupama-FDJ              | "                      |
| 04.   | Nils Eekhoff             | NED    | Team dsm-firmenich PostNL | "                      |
| 05.   | Madis Mihkels            | EST    | Intermarché-Wanty         | "                      |
| 06.   | Michael Matthews         | AUS    | Team Jayco AlUla          | "                      |
| 07.   | Matteo Trentin           | ITA    | Tudor Pro Cycling Team    | "                      |
| 08.   | Mattias Skjelmose Jensen | DEN    | Lidl-Trek                 | "                      |
| 09.   | Sandy Dujardin           | FRA    | TotalEnergies             | "                      |
| 10.   | Kaden Groves             | AUS    | Alpecin-Deceuninck        | "                      |

| Platz | Fahrer           | Nation | Team                      | Zeit       |
| ----- | ---------------- | ------ | ------------------------- | ---------- |
| 01.   | Olav Kooij       | NED    | Team Visma-Lease a Bike   | 3:36:18 h  |
| 02.   | Mads Pedersen    | DEN    | Lidl-Trek                 | + 0:04 min |
| 03.   | Matteo Jorgenson | USA    | Team Visma-Lease a Bike   | "          |
| 04.   | Laurence Pithie  | NZL    | Groupama-FDJ              | + 0:06 min |
| 05.   | Remco Evenepoel  | BEL    | Soudal Quick-Step         | "          |
| 06.   | Egan Bernal      | COL    | Ineos Grenadiers          | + 0:08 min |
| 07.   | Nils Eekhoff     | NED    | Team dsm-firmenich PostNL | + 0:10 min |
| 08.   | Madis Mihkels    | EST    | Intermarché-Wanty         | "          |
| 09.   | Michael Matthews | AUS    | Team Jayco AlUla          | "          |
| 10.   | Matteo Trentin   | ITA    | Tudor Pro Cycling Team    | "          |

### Etappe 2: Thoiry – Montargis (177,6 km)
Die zweite Etappe führte von Thoiry in Richtung Südosten nach Montargis. Bereits nach 12,6 Kilometern wurde mit der Côte des Mesnuls (190 m) eine Bergwertung der 3. Kategorie überquert, ehe die Strecke über Dourdan zur Côte de Villeconin (143 m) führte, deren Bergwertung der 3. Kategorie nach 66,5 Kilometern erreicht wurde. Die erste Bergwertung gewann der Deutsche Jonas Rutsch (EF Education-EasyPost), ehe sich Mathieu Burgaudeau (TotalEnergies) bei der zweiten Bergwertung durchsetzte und aufgrund der doppelten Punkte die Führung in der Sonderwertung übernahm. Nach 131,9 Kilometern erfolgte in Puiseaux der einzige Zwischensprint, den Marco Haller (Bora-hansgrohe) vor Mads Pedersen und Mattias Skjelmose Jensen (beide Lidl-Trek) gewann. Da sich aufgrund des Gegenwindes nie eine echte Ausreißergruppe bildete, fuhr das Peloton auf den letzten 47 Kilometer geschlossen nach Montargis.
| Platz | Fahrer            | Nation | Team                            | Zeit                   |
| ----- | ----------------- | ------ | ------------------------------- | ---------------------- |
| 01.   | Arvid de Kleijn   | NED    | Tudor Pro Cycling Team          | 4:41:02 h (37,91 km/h) |
| 02.   | Laurence Pithie   | NZL    | Groupama-FDJ                    | "                      |
| 03.   | Dylan Groenewegen | NED    | Team Jayco AlUla                | "                      |
| 04.   | Danny van Poppel  | NED    | Bora-hansgrohe                  | "                      |
| 05.   | Gerben Thijssen   | BEL    | Intermarché-Wanty               | "                      |
| 06.   | Sam Bennett       | IRL    | Decathlon AG2R La Mondiale Team | "                      |
| 07.   | Dries Van Gestel  | BEL    | TotalEnergies                   | "                      |
| 08.   | Mads Pedersen     | DEN    | Lidl-Trek                       | "                      |
| 09.   | Pascal Ackermann  | GER    | Israel-Premier Tech             | "                      |
| 10.   | Matteo Sobrero    | ITA    | Bora-hansgrohe                  | "                      |

| Platz | Fahrer                   | Nation | Team                            | Zeit       |
| ----- | ------------------------ | ------ | ------------------------------- | ---------- |
| 01.   | Laurence Pithie          | NZL    | Groupama-FDJ                    | 8:17:20 h  |
| 02.   | Mads Pedersen            | DEN    | Lidl-Trek                       | "          |
| 03.   | Olav Kooij               | NED    | Team Visma-Lease a Bike         | "          |
| 04.   | Matteo Jorgenson         | USA    | Team Visma-Lease a Bike         | + 0:04 min |
| 05.   | Remco Evenepoel          | BEL    | Soudal Quick-Step               | + 0:06 min |
| 06.   | Egan Bernal              | COL    | Ineos Grenadiers                | + 0:08 min |
| 07.   | Mattias Skjelmose Jensen | DEN    | Lidl-Trek                       | "          |
| 08.   | Kaden Groves             | AUS    | Alpecin-Deceuninck              | + 0:10 min |
| 09.   | Sam Bennett              | IRL    | Decathlon AG2R La Mondiale Team | "          |
| 10.   | Jon Barrenetxea          | ESP    | Movistar Team                   | "          |

### Etappe 3: Auxerre – Auxerre (26,9 km)
Die dritte Etappe wurde in Form eines Mannschaftszeitfahrens um die Gemeinde Auxerre ausgetragen. Der Start erfolgte vor dem Stade de l’Abbé-Deschamps, ehe die Strecke entlang der Yonne über Vaux auf die Côte de Jussy (247 m) führte, wo nach 14,1 Kilometern die einzige Zwischenzeit genommen wurde. Während auf der ersten Streckenhälfte zwei kurze Anstiege absolviert werden mussten, führten die letzten 13 Kilometer leicht abschüssig über Vallan zurück nach Auxerre, wo sich das Ziel auf der D89 befand. Gegen Ende des Wettbewerbs begann es zu Regnen, wodurch die Mannschaften Lidl-Trek, Soudal Quick-Step, Movistar, Bora-hansgrohe, Visma-Lease a Bike und Groupama-FDJ auf der zweiten Hälfte der Strecke viel Zeit einbüßten.
| Platz | Team                            | Nation | Zeit                   |
| ----- | ------------------------------- | ------ | ---------------------- |
| 01.   | UAE Team Emirates               | UAE    | 0:31:23 h (51,42 km/h) |
| 02.   | Team Jayco AlUla                | AUS    | + 0:15 min             |
| 03.   | EF Education-EasyPost           | USA    | + 0:20 min             |
| 04.   | Soudal Quick-Step               | BEL    | + 0:22 min             |
| 05.   | Ineos Grenadiers                | GBR    | "                      |
| 06.   | Team Visma-Lease a Bike         | NED    | + 0:38 min             |
| 07.   | Astana Qazaqstan Team           | KAZ    | + 0:39 min             |
| 08.   | Decathlon AG2R La Mondiale Team | FRA    | "                      |
| 09.   | Cofidis                         | FRA    | "                      |
| 10.   | Bahrain Victorious              | BHR    | + 0:42 min             |

| Platz | Fahrer            | Nation | Team                  | Zeit       |
| ----- | ----------------- | ------ | --------------------- | ---------- |
| 01.   | Brandon McNulty   | USA    | UAE Team Emirates     | 8:48:53 h  |
| 02.   | Finn Fisher-Black | NZL    | UAE Team Emirates     | "          |
| 03.   | João Almeida      | POR    | UAE Team Emirates     | "          |
| 04.   | Jay Vine          | AUS    | UAE Team Emirates     | "          |
| 05.   | Michael Matthews  | AUS    | Team Jayco AlUla      | + 0:15 min |
| 06.   | Chris Harper      | AUS    | Team Jayco AlUla      | "          |
| 07.   | Lucas Plapp       | AUS    | Team Jayco AlUla      | "          |
| 08.   | Remco Evenepoel   | BEL    | Soudal Quick-Step     | + 0:18 min |
| 09.   | Owain Doull       | GBR    | EF Education-EasyPost | + 0:20 min |
| 10.   | Egan Bernal       | COL    | Ineos Grenadiers      | "          |

### Etappe 4: Chalon-sur-Saône – Mont Brouilly (183 km)
Die vierte Etappe führte von Chalon-sur-Saône auf den Mont Brouilly (480 m), wo die erste kleine Bergankunft der 82. Austragung stattfand. Auf der hügeligen Etappe wurden sieben Bergwertungen abgenommen, von denen sechs der 2. Kategorie zugeordnet wurden. Nachdem das Rennen freigegeben worden war, führte die Strecke über Montagny-lès-Buxy auf die Côte du Mont-Saint-Vincent (583 m), die nach 33,4 Kilometern erreicht wurde. Hier erfolgte die Abnahme der ersten Bergwertung, die sich Christian Scaroni (Astana Qazaqstan) sicherte. Erst im Anschluss bildete sich die Ausreißergruppe des Tages, in der mit Christian Scaroni, Jasper De Buyst (Lotto Dstny), Mathieu Burgaudeau (TotalEnergies) und Stefan Bissegger (EF Education-EasyPost) vier Fahrer vertreten waren. Die Streckenführung drehte nun leicht gen Südosten und führte über zwei nicht kategorisierte Anstiege über Cluny auf den Col de Boubon (638 m). Dieser wurde nach 88,8 Kilometern erreicht und läutete das Finale in den Weinbergen der Beaujolais ein. Nun folgten die Anstiege der Côte de Vauxrenard (524 m) und des Col de Durbize (550 m), ehe die Zielpassage auf dem Mont Brouilly nach 144,2 Kilometern zum ersten Mal erreicht wurde. Nachdem Mathieu Burgaudeau die zwei Bergwertungen vor Christian Scaroni für sich entschieden hatte, war es der Italiener, der über den Col de Durbize führte und nach der Überquerung des Mont Brouilly als letzter Fahrer der Ausreißergruppe gestellt wurde. Nach der anschließenden Abfahrt wurde in Régnié-Durette bei Kilometer 150,9 der einzige Zwischensprint ausgefahren. Remco Evenepoel (Soudal Quick-Step) sicherte sich hier vor Primož Roglič (Bora-hansgrohe) und Laurence Pithie (Groupama-FDJ) die meisten Bonussekunden. Auf den letzten 30 Kilometern wurde mit dem Col du Fût d’Avenas (684 m) ein Anstieg der 1. Kategorie befahren, wobei die Auffahrt über Beaujeu erfolgte. Hier setzten sich mit Lucas Plapp (Jayco AlUla) und Santiago Buitrago (Bahrain Victorious) zwei Fahrer vom mittlerweile stark reduzierten Hauptfeld ab, wobei sich der Kolumbianer die meisten Punkte im Kampf um die Bergwertung sicherte. Die nachfolgende Abfahrt führte über Villié-Morgon nach Saint-Lager, wo die Ostauffahrt auf den Mont Brouilly zum zweiten Mal in Angriff genommen wurde. Diese wies auf einer Länge von drei Kilometern eine Durchschnittssteigung von 7,7 % auf und beinhaltete Rampen von bis zu 13 %. Im Anstieg setzte sich Santiago Buitrago von Lucas Plapp ab, während Remco Evenepoel auf den letzten Metern einen Angriff in der Favoritengruppe lancierte.
| Platz | Fahrer                   | Nation | Team                            | Zeit                   |
| ----- | ------------------------ | ------ | ------------------------------- | ---------------------- |
| 01.   | Santiago Buitrago        | COL    | Bahrain Victorious              | 4:25:52 h (41,29 km/h) |
| 02.   | Lucas Plapp              | AUS    | Team Jayco AlUla                | + 0:10 min             |
| 03.   | Mattias Skjelmose Jensen | DEN    | Lidl-Trek                       | + 0:37 min             |
| 04.   | Remco Evenepoel          | BEL    | Soudal Quick-Step               | "                      |
| 05.   | Egan Bernal              | COL    | Ineos Grenadiers                | + 0:39 min             |
| 06.   | Felix Gall               | AUT    | Decathlon AG2R La Mondiale Team | "                      |
| 07.   | Primož Roglič            | SLO    | Bora-hansgrohe                  | "                      |
| 08.   | Matteo Jorgenson         | USA    | Team Visma-Lease a Bike         | "                      |
| 09.   | Harold Tejada            | COL    | Astana Qazaqstan Team           | + 0:43 min             |
| 10.   | Brandon McNulty          | USA    | UAE Team Emirates               | + 0:46 min             |

| Platz | Fahrer            | Nation | Team                    | Zeit       |
| ----- | ----------------- | ------ | ----------------------- | ---------- |
| 01.   | Lucas Plapp       | AUS    | Team Jayco AlUla        | 13:15:04 h |
| 02.   | Santiago Buitrago | COL    | Bahrain Victorious      | + 0:13 min |
| 03.   | Brandon McNulty   | USA    | UAE Team Emirates       | + 0:27 min |
| 04.   | João Almeida      | POR    | UAE Team Emirates       | + 0:29 min |
| 05.   | Remco Evenepoel   | BEL    | Soudal Quick-Step       | + 0:30 min |
| 06.   | Egan Bernal       | COL    | Ineos Grenadiers        | + 0:40 min |
| 07.   | Chris Harper      | AUS    | Team Jayco AlUla        | + 0:46 min |
| 08.   | Matteo Jorgenson  | USA    | Team Visma-Lease a Bike | + 0:52 min |
| 09.   | Rigoberto Urán    | COL    | EF Education-EasyPost   | + 0:54 min |
| 10.   | Carlos Rodríguez  | ESP    | Ineos Grenadiers        | + 1:02 min |

### Etappe 5: Saint-Sauveur-de-Montagut – Sisteron (193,5 km)
Mit der fünften Etappe wurde die Fernfahrt im deutlich südlicheren Saint-Sauveur-de-Montagut fortgesetzt. Von hier aus führte die Strecke ins südöstliche Sisteron. Auf den ersten Kilometer verliefen entlang des Eyrieux, wo sich mit Dries De Bondt (Decathlon AG2R La Mondiale), Alexis Gougeard (Cofidis), Mathias Norsgaard (Movistar), Mathijs Paasschens (Lotto Dstny), Pierre Latour und Sandy Dujardin (beide TotalEnergies) sechs Fahrer vom Hauptfeld absetzten. Bei La Voulte-sur-Rhône überquerte die Strecke die Rhone, ehe es über Bourdeaux auf den Col de la Sausse (791 m) ging, der nach 82,5 Kilometern überquert wurde und als Bergwertung der 3. Kategorie klassifiziert worden war. Die nachfolgende Abfahrt führte über Condorcet, ehe die Steigung des Col de Peyruergue (820 m) in Angriff genommen wurde, dessen höchster Punkt nach 118,1 Kilometern erreicht wurde. Nachdem auch hier eine Bergwertung der 3. Kategorie abgenommen worden war, folgten weitere Bergwertungen derselben Kategorie auf der Côte de La Rochette-du-Buis (748 m) und dem Col de la Pigière (968 m), die bei den Kilometern 128,2 und 146,2 abgenommen wurden. Bei allen Bergwertungen des Tages setzte sich Pierre Latour durch. Nun führte die Strecke abschüssig entlang des Jabron zum Zielort Sisteron, wo bei der ersten Zieldurchfahrt nach 182,9 Kilometern der einzige Zwischensprint erfolgte. Die Zeitbonifikationen sicherten sich die Fahrer der Ausreißergruppe, ehe sie kurz darauf vom Hauptfeld gestellt wurden. Im Finale wurde eine 10,6 Kilometer lange Zusatzschleife befahren, die über die D53, D946 und D4085 zurück nach Sisteron führte.
| Platz | Fahrer               | Nation | Team                            | Zeit                   |
| ----- | -------------------- | ------ | ------------------------------- | ---------------------- |
| 01.   | Olav Kooij           | NED    | Team Visma-Lease a Bike         | 4:23:44 h (44,02 km/h) |
| 02.   | Mads Pedersen        | DEN    | Lidl-Trek                       | "                      |
| 03.   | Pascal Ackermann     | GER    | Israel-Premier Tech             | "                      |
| 04.   | Sam Bennett          | IRL    | Decathlon AG2R La Mondiale Team | "                      |
| 05.   | Danny van Poppel     | NED    | Bora-hansgrohe                  | "                      |
| 06.   | Tobias Lund Andresen | DEN    | Team dsm-firmenich PostNL       | "                      |
| 07.   | Matteo Trentin       | ITA    | Tudor Pro Cycling Team          | "                      |
| 08.   | Laurence Pithie      | NZL    | Groupama-FDJ                    | "                      |
| 09.   | Madis Mihkels        | EST    | Intermarché-Wanty               | "                      |
| 10.   | Dušan Rajović        | SRB    | Bahrain Victorious              | "                      |

| Platz | Fahrer            | Nation | Team                    | Zeit       |
| ----- | ----------------- | ------ | ----------------------- | ---------- |
| 01.   | Lucas Plapp       | AUS    | Team Jayco AlUla        | 17:38:48 h |
| 02.   | Santiago Buitrago | COL    | Bahrain Victorious      | + 0:13 min |
| 03.   | Brandon McNulty   | USA    | UAE Team Emirates       | + 0:27 min |
| 04.   | João Almeida      | POR    | UAE Team Emirates       | + 0:29 min |
| 05.   | Remco Evenepoel   | BEL    | Soudal Quick-Step       | + 0:30 min |
| 06.   | Egan Bernal       | COL    | Ineos Grenadiers        | + 0:40 min |
| 07.   | Chris Harper      | AUS    | Team Jayco AlUla        | + 0:46 min |
| 08.   | Matteo Jorgenson  | USA    | Team Visma-Lease a Bike | + 0:52 min |
| 09.   | Rigoberto Urán    | COL    | EF Education-EasyPost   | + 0:54 min |
| 10.   | Carlos Rodríguez  | ESP    | Ineos Grenadiers        | + 1:02 min |

### Etappe 6: Sisteron – La Colle-sur-Loup (198,2 km)
Die sechste und längste Etappe führte auf hügligem Terrain von Sisteron nach La Colle-sur-Loup. Die ersten Kilometer führten nach Malijai, wo die Fahrer zunächst der Bléone stromaufwärts folgten, ehe sie bei Châteauredon zum Ufer der Asse übersetzten und über Barrême auf den Col des Lèques (1146 m) gelangten. Dieser wurde nach 69,8 Kilometern erreicht und war als Bergwertung der 2. Kategorie klassifiziert worden. Erst kurz vor der Kuppe des Passes konnte sich eine Ausreißergruppe bilden, aus der sich Christian Scaroni (Astana Qazaqstan) vor Mathieu Burgaudeau (TotalEnergies) im Kampf um die meisten Punkte durchsetzte. Nach einer kurzen Abfahrt erfolgte die Auffahrt auf den Col de Luens (1054 m), der ebenfalls als Bergwertung der 2. Kategorie bei Kilometer 87,4 überquert wurde. Direkt im Anschluss wurde mit der Côte de la Blachette (1112 m) bei Kilometer 92,6 eine Bergwertung der 3. Kategorie abgenommen. Nun folgten rund 30 Kilometer auf einem Plateau, ehe die anschließende Abfahrt über Gréolières auf den Col de Gourdon (743 m) führte, der sich in der Gemeinde Cipières befindet. Bei allen drei Bergwertungen setzte sich Mathieu Burgaudeau durch, der so seine Führung in der Sonderwertung verteidigte. Nachdem die Kuppe des Anstieges der 2. Kategorie nach 140,5 Kilometern überquert worden war, folgte eine längere Abfahrt entlang des Loup, bevor in La Colle-sur-Loup die erste Zielpassage nach 167,7 Kilometern erfolgte. Nun ging es auf die Côte de la Colle-sur-Loup (273 m), die über die bis zu 19 % steile Chemin de l’Avencq führte. Nachdem die Ausreißer eingeholt worden waren, forcierte Primož Roglič (Bora-hansgrohe) das Tempo, ehe Matteo Jorgenson (Visma-Lease a Bike) angriff. Der US-Amerikaner führte über die Bergwertung der 2. Kategorie, die am Ende der 1800 Meter langen Steigung abgenommen wurde, ehe die Straße leicht ansteigend zum Zwischensprint in Tourrettes-sur-Loup führte. Matteo Jorgenson sicherte sich 21 Kilometer vor dem Ziel die meisten Bonussekunden, nachdem Mattias Skjelmose Jensen (Lidl-Trek) und Brandon McNulty (UAE Team Emirates) zu ihm aufgeschlossen hatten. Wenige Sekunden dahinter folgten die weiteren Gesamtklassement-Fahrer, wobei Santiago Buitrago (Bahrain Victorious) auf den vom Regen nassen Straßen zu Sturz gekommen war. Die Ausreißer konnte im Anschluss ihren Vorsprung auf der Abfahrt der D2210 und D6 weiter ausbauen.
| Platz | Fahrer                   | Nation | Team                            | Zeit                   |
| ----- | ------------------------ | ------ | ------------------------------- | ---------------------- |
| 01.   | Mattias Skjelmose Jensen | DEN    | Lidl-Trek                       | 4:36:51 h (42,95 km/h) |
| 02.   | Brandon McNulty          | USA    | UAE Team Emirates               | "                      |
| 03.   | Matteo Jorgenson         | USA    | Team Visma-Lease a Bike         | "                      |
| 04.   | Remco Evenepoel          | BEL    | Soudal Quick-Step               | + 0:52 min             |
| 05.   | Harold Tejada            | COL    | Astana Qazaqstan Team           | + 0:53 min             |
| 06.   | Aurélien Paret-Peintre   | FRA    | Decathlon AG2R La Mondiale Team | "                      |
| 07.   | Felix Gall               | AUT    | Decathlon AG2R La Mondiale Team | "                      |
| 08.   | Wilco Kelderman          | NED    | Team Visma-Lease a Bike         | "                      |
| 09.   | Primož Roglič            | SLO    | Bora-hansgrohe                  | "                      |
| 10.   | Egan Bernal              | COL    | Ineos Grenadiers                | "                      |

| Platz | Fahrer                   | Nation | Team                            | Zeit       |
| ----- | ------------------------ | ------ | ------------------------------- | ---------- |
| 01.   | Brandon McNulty          | USA    | UAE Team Emirates               | 22:15:58 h |
| 02.   | Matteo Jorgenson         | USA    | Team Visma-Lease a Bike         | + 0:23 min |
| 03.   | Lucas Plapp              | AUS    | Team Jayco AlUla                | + 0:34 min |
| 04.   | Mattias Skjelmose Jensen | DEN    | Lidl-Trek                       | + 0:54 min |
| 05.   | Remco Evenepoel          | BEL    | Soudal Quick-Step               | + 1:03 min |
| 06.   | Egan Bernal              | COL    | Ineos Grenadiers                | + 1:14 min |
| 07.   | João Almeida             | POR    | UAE Team Emirates               | + 1:30 min |
| 08.   | Felix Gall               | AUT    | Decathlon AG2R La Mondiale Team | + 1:36 min |
| 09.   | Harold Tejada            | COL    | Astana Qazaqstan Team           | + 1:37 min |
| 10.   | Wilco Kelderman          | NED    | Team Visma-Lease a Bike         | + 1:39 min |

### Etappe 7: Nizza – Madone d’Utelle (103 km)
Die siebte Etappe startete in Nizza und endete mit einer Bergankunft in bei der Madone d’Utelle auf einer Höhe von 1165 Metern. Nach dem Start führte die Strecke zunächst entlang der Mittelmeerküste, ehe die Fahrer dem Var stromaufwärts ins Landesinnere folgten. Mit der Côte de Gattières (262 m) wurde nach 10,1 Kilometern eine Bergwertung der 2. Kategorie abgenommen, bevor die Strecke auf schmalen Straßen nach Roquestéron führte. Die meisten Punkte im Kampf um die Bergwertung sicherte sich der Franzose Benjamin Thomas (Cofidis), der sich gemeinsam mit Johan Jacobs (Movistar) und Martijn Tusveld (dsm-firmenich PostNL) in der frühen Rennphase vom Peloton abgesetzt hatte. Kurz nach Gilette erreichten die Fahrer das Tal der Vésubie, der sie stromaufwärts bis Saint-Jean la Rivière folgten. Im Anschluss erfolgte die Auffahrt zur Madone d’Utelle die als Bergwertung der 1. Kategorie klassifiziert worden war. Diese wies auf einer Länge von 15,3 Kilometern eine durchschnittliche Steigung von 5,7 % auf. Sieben Kilometer vor dem Ziel wurde in Utelle ein Zwischensprint ausgetragen, bei dem sich Egan Bernal (Ineos Grenadiers) vor Ilan Van Wilder und Remco Evenepoel (beide Soudal Quick-Step) die meisten Bonussekunden sicherte. Im Finale konnte sich Alexander Wlassow (Bora-hansgrohe) entschieden absetzen.
Ursprünglich hätte die Etappe im Finale über den Col Saint Martin (1500 m) führen sollen, ehe eine Bergankunft nach 173 Kilometern in Auron stattgefunden hätte.
| Platz | Fahrer                   | Nation | Team                            | Zeit                   |
| ----- | ------------------------ | ------ | ------------------------------- | ---------------------- |
| 01.   | Alexander Wlassow        | RUS    | Bora-hansgrohe                  | 2:44:03 h (38,03 km/h) |
| 02.   | Remco Evenepoel          | BEL    | Soudal Quick-Step               | + 0:08 min             |
| 03.   | Primož Roglič            | SLO    | Bora-hansgrohe                  | "                      |
| 04.   | Mattias Skjelmose Jensen | DEN    | Lidl-Trek                       | "                      |
| 05.   | Matteo Jorgenson         | USA    | Team Visma-Lease a Bike         | "                      |
| 06.   | Santiago Buitrago        | COL    | Bahrain Victorious              | + 0:13 min             |
| 07.   | Brandon McNulty          | USA    | UAE Team Emirates               | + 0:27 min             |
| 08.   | Wilco Kelderman          | NED    | Team Visma-Lease a Bike         | + 0:31 min             |
| 09.   | Aurélien Paret-Peintre   | FRA    | Decathlon AG2R La Mondiale Team | + 0:36 min             |
| 10.   | Lucas Plapp              | AUS    | Team Jayco AlUla                | + 0:40 min             |

| Platz | Fahrer                   | Nation | Team                            | Zeit       |
| ----- | ------------------------ | ------ | ------------------------------- | ---------- |
| 01.   | Brandon McNulty          | USA    | UAE Team Emirates               | 25:00:28 h |
| 02.   | Matteo Jorgenson         | USA    | Team Visma-Lease a Bike         | + 0:04 min |
| 03.   | Mattias Skjelmose Jensen | DEN    | Lidl-Trek                       | + 0:35 min |
| 04.   | Remco Evenepoel          | BEL    | Soudal Quick-Step               | + 0:36 min |
| 05.   | Lucas Plapp              | AUS    | Team Jayco AlUla                | + 0:47 min |
| 06.   | Primož Roglič            | SLO    | Bora-hansgrohe                  | + 1:21 min |
| 07.   | Egan Bernal              | COL    | Ineos Grenadiers                | + 1:42 min |
| 08.   | Wilco Kelderman          | NED    | Team Visma-Lease a Bike         | + 1:43 min |
| 09.   | Aurélien Paret-Peintre   | FRA    | Decathlon AG2R La Mondiale Team | + 1:53 min |
| 10.   | Alexander Wlassow        | RUS    | Bora-hansgrohe                  | + 2:05 min |

### Etappe 8: Nizza – Nizza (109,3 km)
Die achte und letzte Etappe startete und endete in Nizza und führte über mehrere Anstiege durch die naheliegenden Seealpen. Auf den ersten rund 50 Kilometern wurden mit der Côte de Levens (477 m), der Côte de Chateauneuf (633 m) und der Côte de Berre-les-Alpes (603 m) drei Bergwertungen der 2. Kategorie überquert. Die meisten Punkte sicherte sich jeweils der Victor Campenaerts (Lotto Dstny), der sich gemeinsam mit Laurence Pithie (Groupama-FDJ) und Johan Jacobs (Movistar) in der frühen Ausreißergruppe befand. Nachdem die Spitzengruppe gestellt worden war, wurde zunächst die Côte de Peille (653 m) bei Kilometer 68,6 überquert. Diese war als Bergwertung der 1. Kategorie klassifiziert und wies auf einer Länge von 6,5 Kilometern eine durchschnittliche Steigung von 6,9 % auf. Hier griff Remco Evenepoel (Soudal Quick-Step) an und setzte sich gemeinsam mit Matteo Jorgenson (Visma-Lease a Bike) und Alexander Wlassow (Bora-hansgrohe) von den anderen Gesamtklassement-Fahrern ab, wobei der letztgenannte Russe auf der Kuppe die meisten Punkte holte. Im Anschluss folgte eine längere flache Abfahrt mit mehreren Gegensteigungen, die über La Turbie nach Èze zum Zwischensprint führte, wo sich Matteo Jorgenson vor Remco Evenepoel die meisten Bonussekunden sicherte. Die weitere Abfahrt führte zurück nach Nizza, ehe der Col des Quatre Chemins (346 m) über den Boulevard des 2 Corniches in Angriff genommen wurde. Dieser letzte Anstieg war als Bergwertung der 1. Kategorie klassifiziert worden und führte über 3,6 Kilometer mit einer Durchschnittsteigung von 8,8 %. Im unteren Teil wurden zudem Kilometerschnitte von rund 13 % mit Rampen von bis zu 16 % erreicht. Nachdem die Kuppe neun Kilometer vor dem Ziel erreicht worden war, folgte eine technisch anspruchsvolle Abfahrt, ehe es auf der breiten M6007 erneut nach Nizza ging. Diesmal führte die Strecke jedoch zur Promenade des Anglais, wo sich das Ziel unweit des Jardin Albert 1er befand. Remco Evenepoel fuhr als erster Fahrer über die letzte Bergwertung und sicherte sich so den Sieg in dieser Sonderwertung.
| Platz | Fahrer                   | Nation | Team                            | Zeit                   |
| ----- | ------------------------ | ------ | ------------------------------- | ---------------------- |
| 01.   | Remco Evenepoel          | BEL    | Soudal Quick-Step               | 2:44:03 h (38,03 km/h) |
| 02.   | Matteo Jorgenson         | USA    | Team Visma-Lease a Bike         | "                      |
| 03.   | Alexander Wlassow        | RUS    | Bora-hansgrohe                  | + 0:50 min             |
| 04.   | Mattias Skjelmose Jensen | DEN    | Lidl-Trek                       | + 1:39 min             |
| 05.   | Brandon McNulty          | USA    | UAE Team Emirates               | "                      |
| 06.   | Samuele Battistella      | ITA    | Astana Qazaqstan Team           | + 2:13 min             |
| 07.   | Michael Storer           | AUS    | Tudor Pro Cycling Team          | "                      |
| 08.   | Felix Gall               | AUT    | Decathlon AG2R La Mondiale Team | "                      |
| 09.   | Egan Bernal              | COL    | Ineos Grenadiers                | "                      |
| 10.   | Lucas Plapp              | AUS    | Team Jayco AlUla                | "                      |

| Platz | Fahrer                   | Nation | Team                            | Zeit       |
| ----- | ------------------------ | ------ | ------------------------------- | ---------- |
| 01.   | Matteo Jorgenson         | USA    | Team Visma-Lease a Bike         | 27:50:23 h |
| 02.   | Remco Evenepoel          | BEL    | Soudal Quick-Step               | + 0:30 min |
| 03.   | Brandon McNulty          | USA    | UAE Team Emirates               | + 1:47 min |
| 04.   | Mattias Skjelmose Jensen | DEN    | Lidl-Trek                       | + 2:22 min |
| 05.   | Alexander Wlassow        | RUS    | Bora-hansgrohe                  | + 2:57 min |
| 06.   | Lucas Plapp              | AUS    | Team Jayco AlUla                | + 3:08 min |
| 07.   | Egan Bernal              | COL    | Ineos Grenadiers                | + 4:03 min |
| 08.   | Wilco Kelderman          | NED    | Team Visma-Lease a Bike         | + 4:04 min |
| 09.   | Felix Gall               | AUT    | Decathlon AG2R La Mondiale Team | + 4:35 min |
| 10.   | Primož Roglič            | SLO    | Bora-hansgrohe                  | + 5:33 min |

## Vergabe der UCI-Punkte
Paris–Nizza war Teil der UCI WorldTour 2024. Während des Rennens werden UCI-Punkte vergeben, die sich auf die Platzierung der Fahrer und Mannschaften im UCI Ranking auswirkten. Die Punktevergabe erfolgte nach folgendem Schlüssel:
| Platzierung    | 1.  | 2.  | 3.  | 4.  | 5.  | 6.  | 7.  | 8.  | 9.  | 10. | Anmerkung                               |
| -------------- | --- | --- | --- | --- | --- | --- | --- | --- | --- | --- | --------------------------------------- |
| Gesamtwertung  | 500 | 400 | 325 | 275 | 225 | 175 | 150 | 125 | 100 | 85  | gestaffelt bis zum 60. Platz (3 Punkte) |
| Punktewertung  | 10  | —   | —   | —   | —   | —   | —   | —   | —   | —   |                                         |
| Bergwertung    | 10  | —   | —   | —   | —   | —   | —   | —   | —   | —   |                                         |
| Etappenwertung | 60  | 40  | 30  | 25  | 20  | 15  | 10  | 8   | 5   | 2   |                                         |
| Führung        | 10  | —   | —   | —   | —   | —   | —   | —   | —   | —   | Gesamtführender nach jeder Etappe       |

## Wertungen im Verlauf
| Etappe         | Etappensieger            | Gesamtwertung    | Punktewertung   | Bergwertung        | Nachwuchswertung  | Teamwertung             | aktivster Fahrer   |
| -------------- | ------------------------ | ---------------- | --------------- | ------------------ | ----------------- | ----------------------- | ------------------ |
| 1              | Olav Kooij               | Olav Kooij       | Olav Kooij      | Jonas Rutsch       | Olav Kooij        | Team Visma-Lease a Bike | Jonas Rutsch       |
| 2              | Arvid de Kleijn          | Laurence Pithie  | Laurence Pithie | Mathieu Burgaudeau | Laurence Pithie   | Team Visma-Lease a Bike | Mathieu Burgaudeau |
| 3              | UAE Team Emirates        | Brandon McNulty  | Laurence Pithie | Mathieu Burgaudeau | Finn Fisher-Black | UAE Team Emirates       | nicht vergeben     |
| 4              | Santiago Buitrago        | Lucas Plapp      | Laurence Pithie | Mathieu Burgaudeau | Lucas Plapp       | Ineos Grenadiers        | Christian Scaroni  |
| 5              | Olav Kooij               | Lucas Plapp      | Mads Pedersen   | Mathieu Burgaudeau | Lucas Plapp       | Ineos Grenadiers        | Pierre Latour      |
| 6              | Mattias Skjelmose Jensen | Brandon McNulty  | Mads Pedersen   | Mathieu Burgaudeau | Matteo Jorgenson  | UAE Team Emirates       | Mads Pedersen      |
| 7              | Alexander Wlassow        | Brandon McNulty  | Mads Pedersen   | Mathieu Burgaudeau | Matteo Jorgenson  | UAE Team Emirates       | Johan Jacobs       |
| 8              | Remco Evenepoel          | Matteo Jorgenson | Remco Evenepoel | Remco Evenepoel    | Matteo Jorgenson  | UAE Team Emirates       | Remco Evenepoel    |
| Wertungssieger | Wertungssieger           | Matteo Jorgenson | Remco Evenepoel | Remco Evenepoel    | Matteo Jorgenson  | UAE Team Emirates       | nicht vergeben     |